# Palzem
Palzem est une municipalité allemande de la Verbandsgemeinde Saarburg-Kell située dans l'arrondissement de Trèves-Sarrebourg en Rhénanie-Palatinat, dans l'ouest du pays.

## Géographie
La commune est délimitée à l’ouest par la frontière entre l'Allemagne et le Luxembourg et la Moselle qui la séparent du canton de Remich. Elle est également bordée au sud par la Sarre.

### Quartiers
Dilmar, Esingen, Helfant (Helfent), Kreuzweiler, Palzem, Wehr.